# أبوسوم ضئيل نحيل الرأس
أبوسوم ضئيل نحيل الرأس (الاسم العلمي:Marmosops cracens)، هو نوع من الأبوسوم يتواجد في فنزويلا.